# Alexander Romanowitsch Woronzow

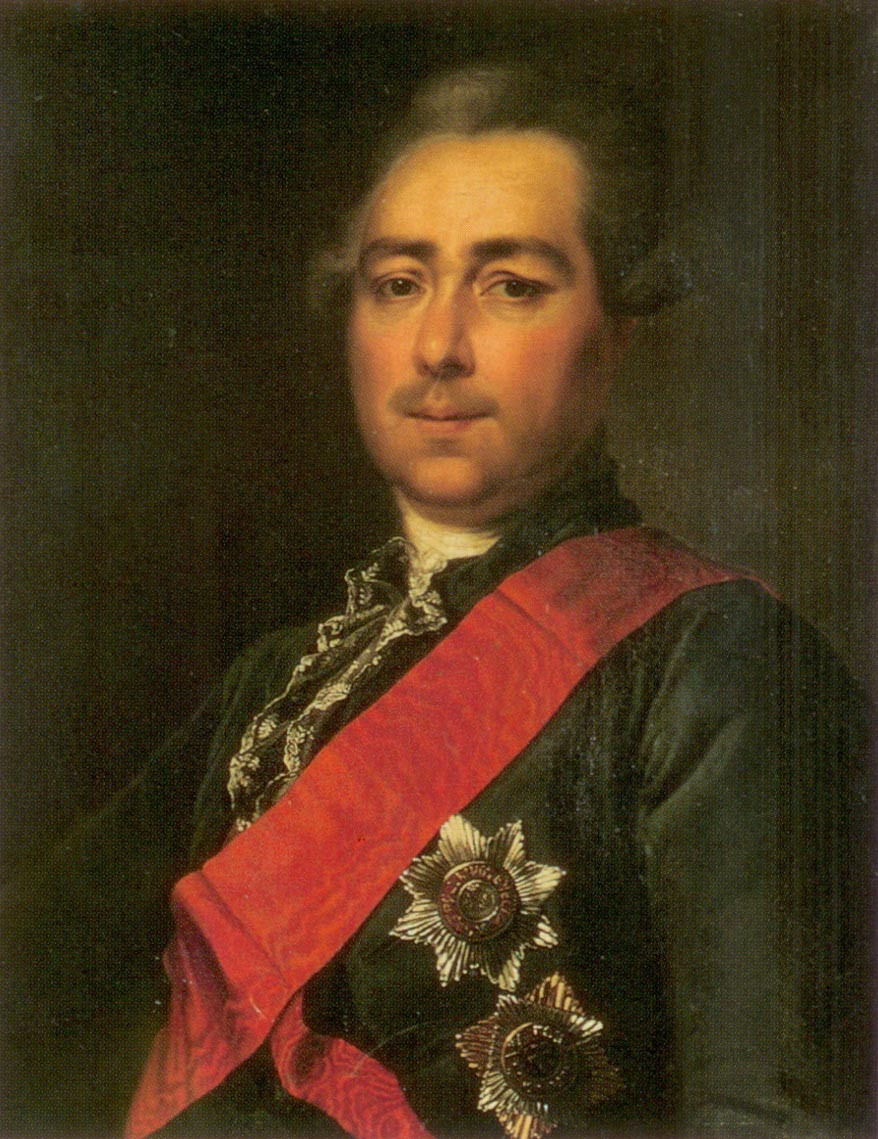
Alexander Romanowitsch Woronzow

Graf Alexander Romanowitsch Woronzow (russisch Александр Романович Воронцов, * 15. September 1741; † 3. Dezember 1805) war Diplomat, Senator, Präsident der Handelskammer, Staatskanzler und Außenminister.

## Biografie
Alexander Romanowitsch Woronzow gehört dem russischen Adelsgeschlecht Woronzow an. Er wurde 1741 in Sankt Petersburg geboren und begann seinen Dienst im Ismailowski Leibgarde-Regiment. Im Jahr 1756 übersetzte er mehrere Werke von Voltaire. Im Frühjahr 1757 bereiste er Europa, um sich auf Wunsch seines Vaters weiterzubilden. Er besuchte unter anderem Ostpreußen, das während seines Besuchs aufgrund des Siebenjährigen Krieges von russischen Truppen besetzt war, danach Warschau und setzte seine Reise fort über Österreich und die Schweiz bis nach Paris, wo er dem französischen König Ludwig XV. vorgestellt wurde. Er begann in Versailles sein Studium, wo er vom ehemaligen Sekretär Voltaires Privatunterricht bekam.
Im Jahr 1759 wurde Woronzow zum Leutnant befördert. Nach dem Schulabschluss wollte Woronzow in Paris bleiben, aber sein Vater war dagegen, weil er dachte, dass Paris seinen Sohn ruinieren würde. Roman Illarionowitsch plante die Reise seines Sohnes weiter (Portugal, Spanien, Italien und Schweiz), damit sich Alexander weiterbilden könne. Woronzow unterwarf sich dem Willen seines Vaters. Während seiner Reise durch Spanien erstellte er für seinen Onkel, den russischen Kanzler Michail Woronzow, einen Bericht über die spanische Regierung.
Woronzow traf Voltaire bereits auf seiner Reise nach Paris in der Schweiz, während seiner weiteren Reise traf Woronzow ihn in Genf erneut. Aus der erneuerten Bekanntschaft entwickelte sich eine langjährige Freundschaft: Woronzow korrespondierte bis zum Lebensende Voiltaires mit ihm und besuchte ihn später auch auf seinem Landgut Verney. 1760 erhielt Woronzow den Grafentitel. Im Januar 1761 kehrte er von seiner Europareise nach Russland zurück, wo er im Mai desselben Jahres in den diplomatischen Dienst eintrat. Er wurde Geschäftsträger Russlands in Wien und war zuständig für die Angelegenheiten der russischen Botschaft bis zur Ankunft des Botschafters Fürst Dmitri Golizyn.
Im September desselben Jahres, kuz vor dem Tod der Kaiserin Elisabeth I., wurde Woronzow zum außerordentlichen Botschafter in den Niederlanden ernannt. Nach dem Tod der Kaiserin wurde die Position der Woronzows in Russland weiter gestärkt mit der Thronbesteigung Peters III., da die Schwester von Woronzow Elisaweta Romanowna Woronzowa einer der Lieblinge Peters III. war und jener sogar überlegt hatte, seine Frau, Großfürstin Katharina, für Elisaweta Romanowna zu verlassen und stattdessen diese zu heiraten.
Kurz nach der Inthronisierung Peters III. wurde Woronzow zum Kammerherren befördert. Am 3. Februar 1762 wurde er von seinem Posten als außerordentlicher Botschafter in den Niederlanden entlassen und am 8. März desselben Jahres zum bevollmächtigten Minister in England befördert, wo er bis 1764 blieb. In London wurde Woronzow bei seiner Ankunft von König Georg III. empfangen und erhielt als erster Russe die Ehrendoktorwürde für klassische Literatur an der Universität Oxford. Im Jahr 1764 wurde Woronzow zum bevollmächtigten Minister in den Niederlanden ernannt, 1768 kehrte er nach Russland zurück. Nach seiner Ankunft wurde er zum stellvertretenden Kammerherren ernannt. Nach dieser Ernennung belegte Woronzow rund fünf Jahre lang kein politisches Amt mehr. 1773 erhielt er den Rang eines Geheimrates und wurde im selben Jahr zum Präsident der Handelskammer ernannt. Woronzow hatte außerdem freundschaftlichen Kontakt mit Alexander Radischtschew. 1779 wurde Woronzow zum Senator ernannt, in dieser Position war er von 1784 bis 1787 tätig.
Woronzow war einer der Führer der Russischen Außenpolitik und setzte Friedens-, Handels- und Schifffartsabkommen mit Frankreich, Neapel und Portugal auf. 1790 war er am Abschluss des russisch-schwedischen Friedensvertrag von Verela beteiligt, außerdem an den Friedensverträgen von Werelski und Jassy (1792). Im Jahr 1792 beantragte Graf Woronzow aus gesundheitlichen Gründen Urlaub, 1793 bat er die Kaiserin um die vollständige Entlassung aus all seinen Ämtern aus gesundheitlichen Gründen. Im Ruhestand begab sich Woronzow zu einem seiner Güter, Schloss Andrejewskoje. Bei der Thronbesteigung Pauls I. 1796 beschloss der neue Kaiser allen zu danken, die seinem Vater Peter III. vollkommen treu gedient hatten. Aus diesem Grund erhielten Woronzow und sein Bruder Semjon den russischen Grafentitel (bis dahin hatten die Woronzows nur den Grafentitel des Heiligen Römischen Reiches). Beim Regierungsantritt Alexanders I. 1801 wurde Woronzow zurück in den öffentlichen Dienst berufen und wieder zum Senator und Geheimrat ernannt und beteiligte sich an der Senatsreform von 1802.
Im August 1802 leitete Woronzow das Komitee für die Aufstellung der Flotte (1802–1805), dessen Aktivitäten den Grundstein für das zukünftige Ministerium der Seestreitkräfte legten. Woronzow wurde im selben Jahr (1802) zum Staatskanzler und Außenminister ernannt. Zusammen mit Alexander Radischtschew arbeitete Woronzow eine erste Version der russischen Verfassung aus. Woronzow betrachtete es als seine Hauptaufgabe, die außenpolitische Unabhängigkeit Russlands zu sichern und Napoleons Versuche, eine Hegemonie in Europa und auf der ganzen Welt zu errichten, zu vereiteln. Da er die wachsende Macht Frankreichs als Gefahr für Russland sah, strebte er eine Koalition mit Österreich und England gegen Frankreich an. Woronzows Vorhaben wurde von seinem Bruder Semjon, damals russischer Botschafter in England, unterstützt, was zur Bildung einer antifranzösischen Koalition führte. Anfang 1804 verschlimmert sich der Gesundheitszustand des Grafen Woronzow und er war gezwungen Urlaub zu nehmen.  Im Sommer 1805 begann er damit, seine Memoiren zu schreiben. Dieses Vorhaben konnte nicht mehr vollendet werden, weil Woronzow am 3. Dezember 1805 in seinem Schloss Andrejewskoje in der Oblast Wladimir verstarb.
Begraben wurde er in der örtlichen St.-Andreas-der-Erstberufene-Kirche.

## Familie
Woronzow war der Sohn von Roman Illarionowitsch Woronzow. Er war der Bruder von Semjon Woronzow, der Prinzessin Jekaterina Woronzowa-Daschkowa und von Elisaweta Woronzowa, eine der Favoritinnen Zar Peters III. Der russische Kanzler Michail Larionowitsch Woronzow war sein Onkel.

## Auszeichnungen
- Orden des Hl. Alexander Newski (1781) Diamantzeichen für den Orden (1785)
- Orden des Hl. Wladimir 1, Klasse (1782)
- Orden des Hl Andreas des Erstberufenen (1801)